# اپرای شناور
اپرای شناور عنوان کتابی از جان بارت نویسنده، و رمان‌نویس اهل ایالات متحده آمریکا است. این رمان را سهیل سمی به فارسی ترجمه کرده و نشر ققنوس آن را منتشر کرده‌است.

## خلاصه داستان
نویسنده، این رمان را در بیست و شش سالگی نوشت؛ «اپرای شناور» رمانی است که در ۳۰ فصل با عناوین مختلفی داستان را برای خواننده بیان می‌کند. رمانی بسیار فنی و سنت‌شکن که فاصله دو نقطه از زندگی قهرمانش را روایت می‌کند، یعنی از زمانی که قهرمان اثر تصمیم به خودکشی می‌گیرد تا هنگامی که منصرف می‌شود. اما انتخاب زندگی از جانب این قهرمان نشانه شادی و نشاط نیست. در دنیایی که «نویسنده رمان» در دهه‌های میانه قرن بیستم آمریکا می‌شناسد، آنچه باعث انصراف از خودکشی می‌شود، نه زندگی، که پوچی مرگ است. «اپرای شناور» بخشی از نام قایقی تفریحی است که در گذشته در بخش‌های مدخیز آب‌های ویرجینیا و مریلند رفت‌وآمد می‌کرد… و بخشی از ماجراهای این کتاب بر عرشه همین قایق رخ می‌دهد.